# Tíber
El Tíber (en italiano: Tevere) es el tercer río más largo de Italia (después de los ríos Po y Adige), con una longitud de 405 km.

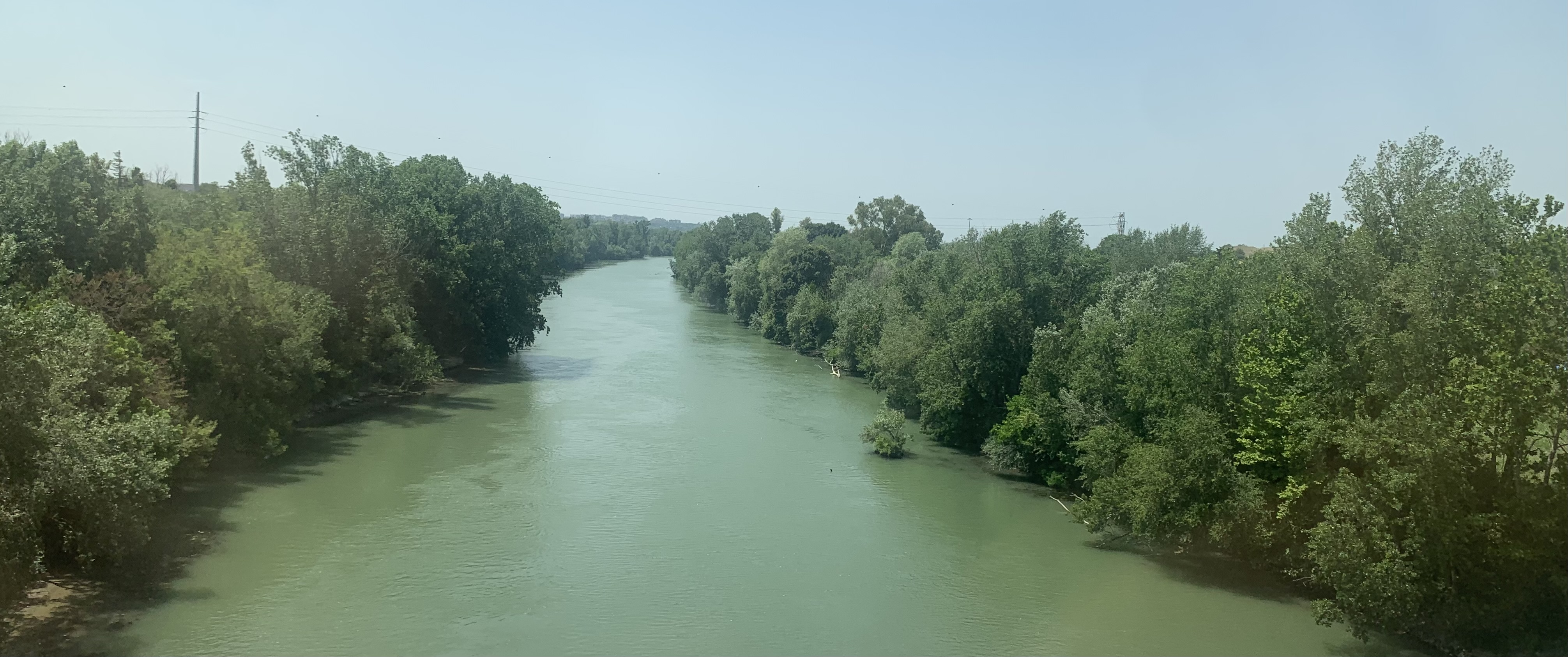
Tíber desde el puente de Magliana

Nace en los Apeninos, en el monte Fumaiolo, en la región de Romaña, y atraviesa las regiones de Umbría y Lacio, pasando por las ciudades de Perugia y Roma. Desemboca en el mar Tirreno, el cual alcanza dividido en dos brazos en Ostia, el Isola Sacra (al sur) y Fiumicino (al norte). En su curso hay numerosos puentes, algunos de ellos de gran valor histórico-artístico.

## Historia del Tíber
El río se utilizó durante muchos siglos como vía de comunicación: en la época romana los barcos comerciales podían remontar el río hasta Roma, hasta el mercado situado al pie del Aventino, mientras que embarcaciones más pequeñas y aptas a la navegación fluvial transportaban mercaderías y productos agrícolas desde la Umbría, a través de un sistema capilar de navegación que penetraba en la región incluso en los afluentes, en particular el Chiancio y el Topino.
El desarrollo del transporte viario y ferroviario y el progresivo asoreamiento, o agradación, de los cauces en la parte baja de la cuenca han anulado completamente esta posibilidad de uso del río (que duró hasta aproximadamente la mitad del 800). Actualmente la navegación se limita a fines turísticos y deportivos con embarcaciones que recorren, desde la década de 1990, tramos del río que cruza la ciudad de Roma.
Según las crónicas de Tito Livio[cita requerida] el nombre original era el río Albula, sirviendo de frontera entre los etruscos y los latinos, y existía un gobernante llamado Tiberino, el cual fue ahogado en el cruce del Albula, y por el cual se le dio su nombre al río, que en adelante se convirtió en el famoso Tíber.

## El Tíber en su paso por Roma

### El Tíber en los orígenes de Roma
Desde su nacimiento, Roma estuvo ligada al río. De hecho le debe su propia existencia, como aparece descrito ya desde la primera escena de la leyenda fundadora con Rómulo y Remo en la canasta depositada en las orillas del Tíber.

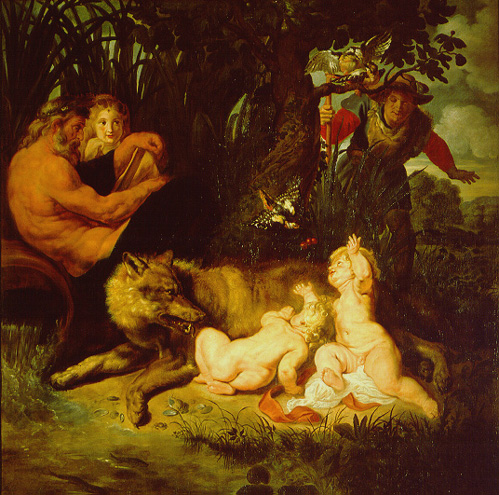
Rómulo y Remo, la loba, el Tíber y Rea Silvia, Rubens (1616).

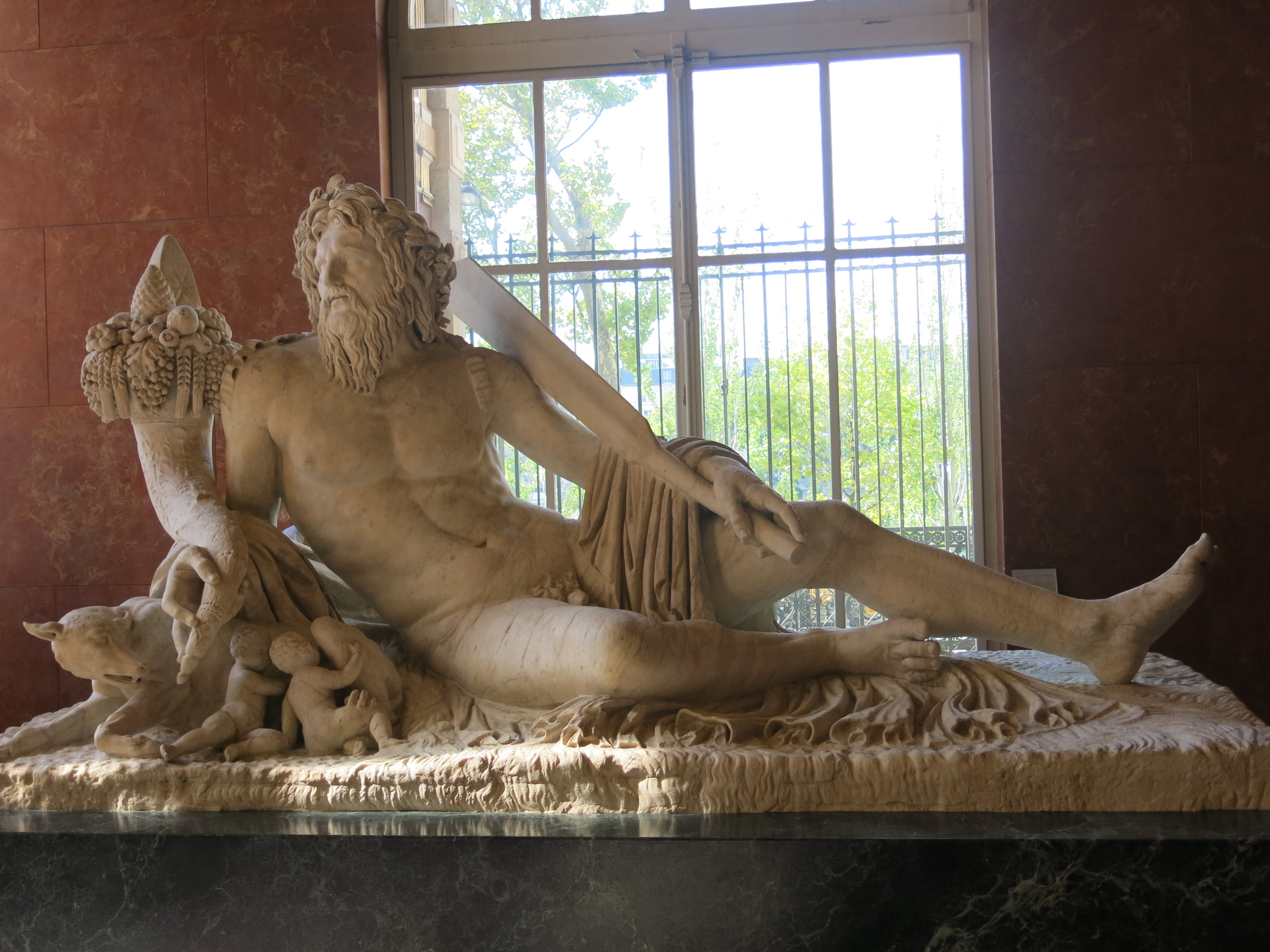
Estatua del Tíber con Rómulo y Remo, estatua de la antigua Roma, redescubierta en Roma en 1512, y que desde 1811 se exhibe en el Museo del Louvre.

Más allá del mito, los asentamientos que darían origen a la ciudad se ubicaban en las colinas cercanas a un vado del río, próximo a la isla Tiberina. El área baja era una llanura pantanosa, pues el Tíber siempre ha sido un río sujeto a desbordes imprevistos. El trabajo mancomunado de las aldeas desecó esta zona, donde se ubicó el Foro, punto de encuentro y de intercambio entre las poblaciones etruscas que dominaban la margen derecha (llamada más tarde Ripa Veientana) y las poblaciones del Latium vetus sobre la margen izquierda (la Ripa Latina).
La isla era, además, el límite hasta donde podían llegar las antiguas naves de poco calado que venían desde la desembocadura en el mar Tirreno.
A corta distancia, aguas abajo, se construyó (en madera, y como tal permaneció durante siglos) el primer puente de Roma, el Puente Sublicio; tan importante que, según algunos autores, su mantenimiento dio origen al más importante cargo sacerdotal de Roma: el «pontífice máximo».
El río mismo era considerado una divinidad, personificada en el Pater Tiberinus, cuya festividad se celebraba todos los años el 8 de diciembre, coincidentemente con el aniversario de la fundación del templo dedicado a su honor en la isla Tiberina.

### Aluviones, puertos, molinos e historias del Tíber

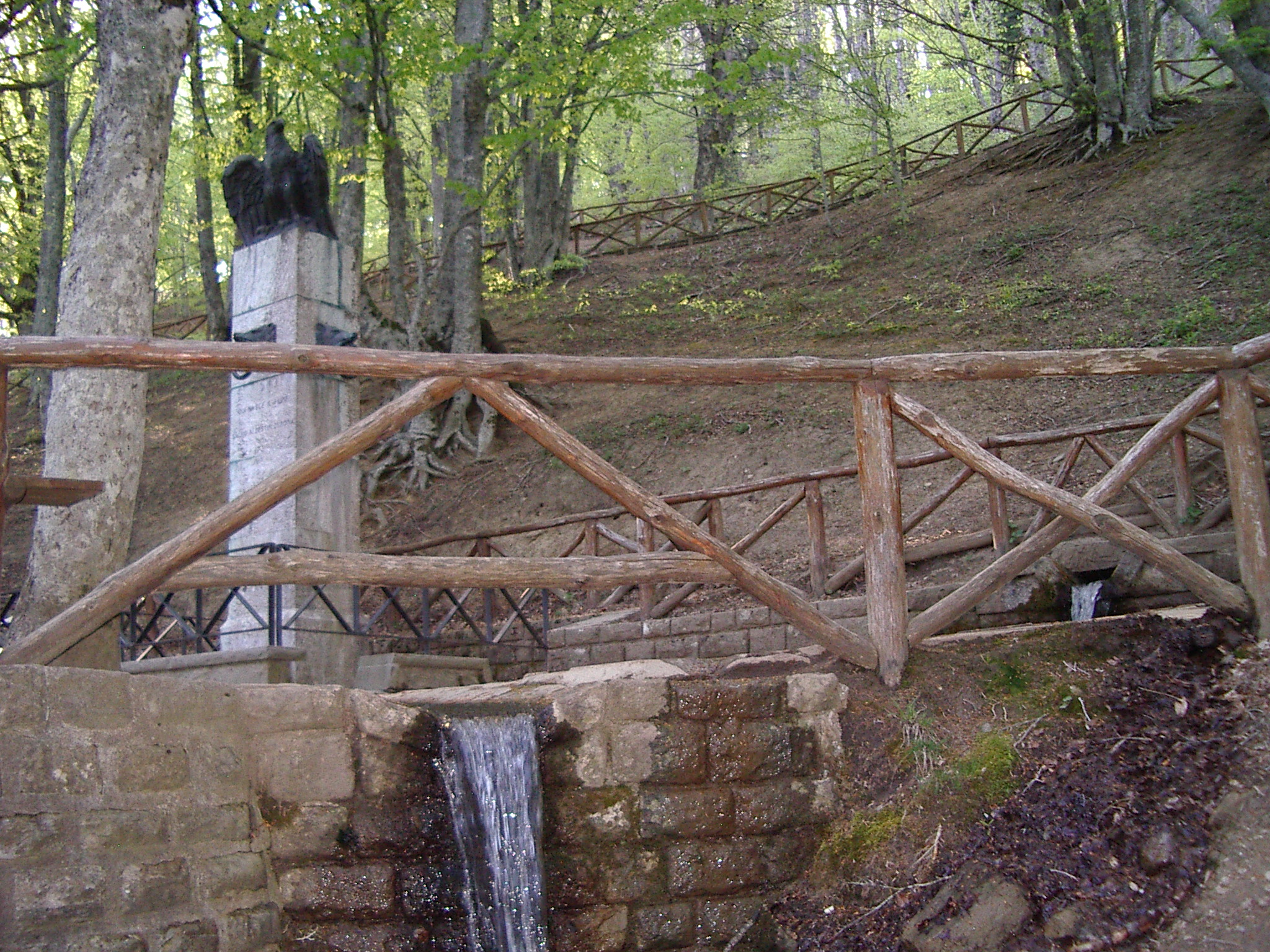
Nacimiento del Tíber en el monte Fumaiolo.

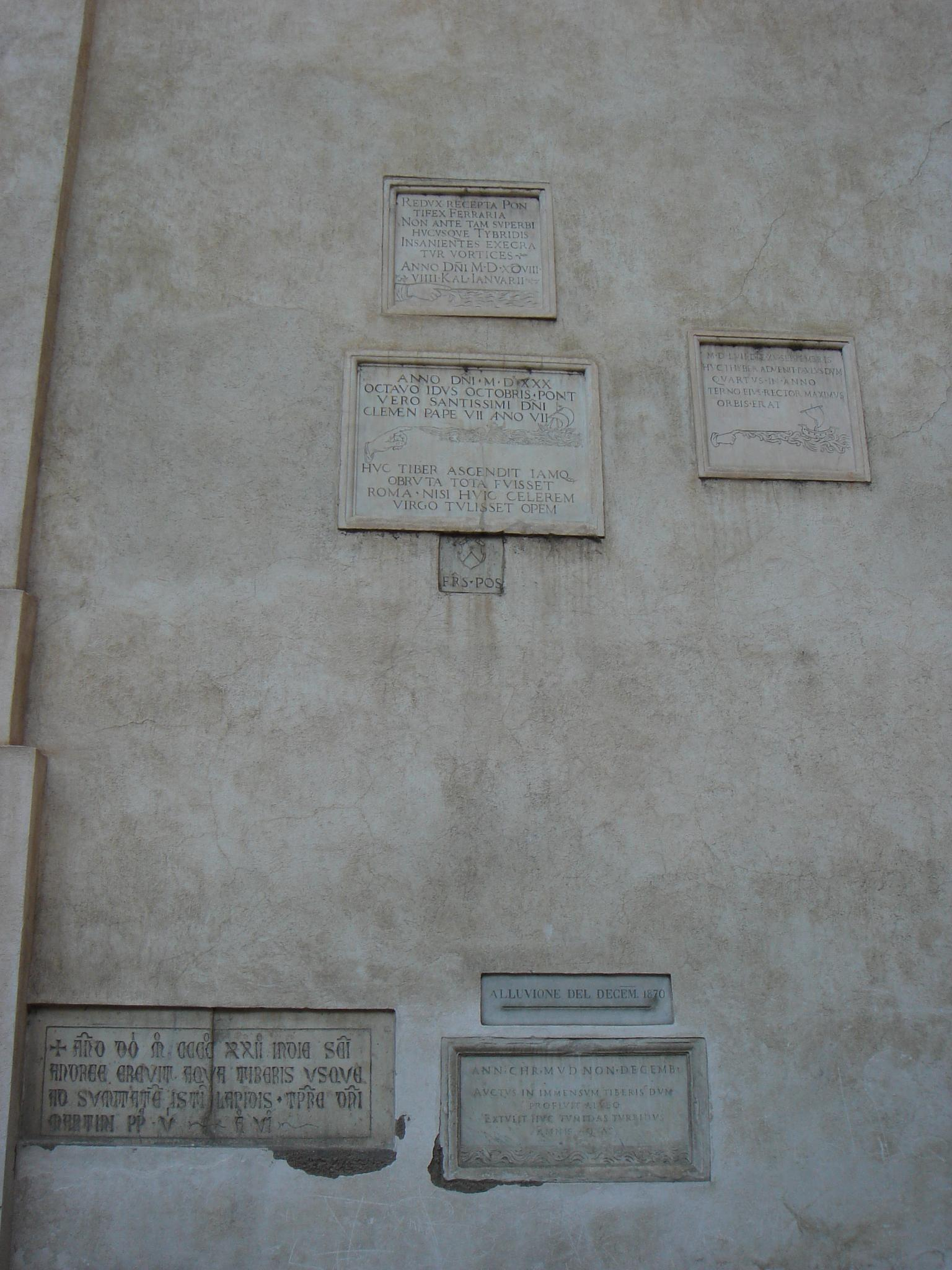
Memorias de los aluviones del Tíber a lo largo de los siglos.

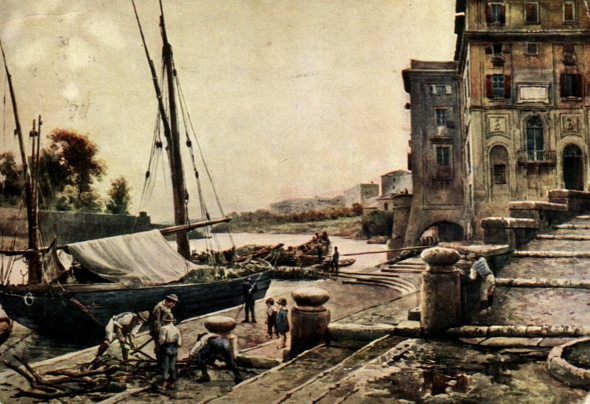
El Puerto de "Ripetta" hacia 1880.

Los muros marginales de contención de las ramblas del Lungotevere —al igual que en París o en Florencia— hacen difícil imaginar hasta qué punto la ciudad antigua era una ciudad fluvial, con su destino marcado por la evolución del río: esto se ha mantenido hasta el siglo XX. Pero esta conexión con el río, que por cierto era un recurso económico notable, era también —desde siempre— de alto riesgo.
Ya Tito Livio documentaba que las avenidas del Tíber, frecuentemente desastrosas, eran consideradas por el pueblo romano como predicciones de eventos importantes o castigos, y por cierto comportaban además de la destrucción, epidemias causadas por el empozamiento de las aguas.
Todavía en el siglo XIX el hecho de que la llegada de los Piamonteses a Roma haya sido saludado por una desastrosa inundación, el 28 de diciembre de 1870, confirmó al pueblo romano en su creencia ancestral nunca olvidada.
Las grandes inundaciones (mediamente se producían 3 o 4 por siglo) siempre llegaron a Roma por la Vía Flaminia: aguas abajo de la confluencia con el río Aniene, libre hasta allí de expandirse sobre territorios llanos, que constituyen el lecho mayor del río. A partir de este punto comenzaba a encontrar construcciones y puentes que lo obstaculizaban (repetidamente el Puente Sublicio fue arrastrado por el aluvión) y se encontraban sus restos por plazas y vías.
Julio César imaginó enderezar los meandros del río desviándolo alrededor del Janículo (es decir haciéndolo evitar Trastevere y la llanura de los Foros) y canalizándolo a través de las marismas pontinas en dirección al Circeo.
Augusto, de temperamento más realista y «administrativo», después de haber nombrado una comisión de 700 expertos, se limitó a mandar limpiar el álveo del río y a institucionalizar una magistratura específica, Curatores alvei et riparum Tiberis, cargo que desempeñó Marco Vipsanio Agripa de por vida.
Los expertos de Tiberio sugirieron desviar las aguas del Chiani hacia el río Arno, pero a causa de la oposición de los florentinos el proyecto fue abandonado (el proyecto fue retomado y vuelto a abandonar en 1870).
A Trajano se debe haber concluido el canal de Fiumicino (la llamada Fosa Trajana), iniciado por Claudio, que es utilizado para la navegación, pero que a la vez mejora el flujo del agua hacia el mar.
El último emperador que dispuso una limpieza radical del cauce (álveo) y la construcción de defensas ribereñas fue Aureliano.